# Bomaanslag op McGurk's Bar op 4 december 1971
De bomaanslag op McGurk's Bar in Belfast (Noord-Ierland) vond plaats op 4 december 1971 en werd gepleegd door de Ulster Volunteer Force (UVF).
De pub werd veel bezocht door Ierse katholieken en nationalisten. De explosie deed het gebouw instorten en had vijftien doden - onder wie twee kinderen - en zeventien gewonden tot gevolg. Het was de dodelijkste aanslag in Belfast gedurende de periode van The Troubles.
Ondanks aanwijzingen voor het tegendeel gingen de Britse veiligheidsdiensten ervan uit dat het hier ging om een bom in handen van IRA-leden die voortijdig was ontploft, waarmee impliciet de slachtoffers voor een deel de schuld kregen. Nadien concludeerde een rapport dat de politie (Royal Ulster Constabulary) ook van dit bevooroordeelde standpunt was uitgegaan, wat het onderzoek had bemoeilijkt. 
Nabestaanden beweerden dat de politie en veiligheidsdiensten met opzet desinformatie hadden verspreid, met als doel de IRA in een kwaad daglicht te stellen. 
In 1977 werd uiteindelijk UVF-lid Robert Campbell tot levenslang veroordeeld voor zijn aandeel in de bomaanslag, waarvan hij vijftien jaar zou uitzitten.
De bomaanslag leidde tot vergeldingsacties van zowel republikeinen als loyalisten, waaronder bomaanslagen en schietpartijen. Mede daardoor werd 1972 het bloedigste jaar van het conflict. 

## Achtergrond
Na de rellen van augustus 1969, die gewoonlijk gezien worden als het begin van The Troubles, werd het Britse leger in Noord-Ierland ingezet. Al eerder, in 1966, was de Ulster Volunteer Force in Belfast opgericht, met een oorlogsverklaring aan de IRA. Tot 1971 was ze echter maar weinig actief en "bestond bijna niet in organisatorische zin".
In december 1969 viel de IRA uiteen in twee facties: de 'Official' IRA en de Provisional IRA. Beide groeperingen begonnen gewelddadige campagnes tegen het Britse leger, de Royal Ulster Constabulary (RUC) en de regering van Noord-Ierland. 
In de loop van 1971 werd het geweld steeds ernstiger. Bijna dagelijks waren er bomaanslagen en schietpartijen tussen republikeinen, loyalisten en de politie. In de eerste twee weken van december vonden er ongeveer zeventig bomaanslagen plaats en kwamen circa dertig personen om. 
Op 2 december ontsnapten drie republikeinse gevangenen uit de Crumlin Road-gevangenis. Veiligheidsmaatregelen werden verscherpt en de RUC en het Britse leger waren de twee dagen daarop alom aanwezig in de omgeving van de gevangenis. 
McGurk's (ook Tramore Bar genoemd) lag niet ver van de gevangenis en was een cafépand van twee verdiepingen op de hoek van North Queen Street en Great George's Street, in New Lodge, een wijk iets ten noorden van de binnenstad van Belfast. Dit was een voornamelijk nationalistisch-katholieke buurt. Volgens ooggetuigenverklaringen waren de controleposten rond McGurk's naar aanleiding van de ontsnapping net een uur voor de aanslag weer opgeheven.

## De bomaanslag

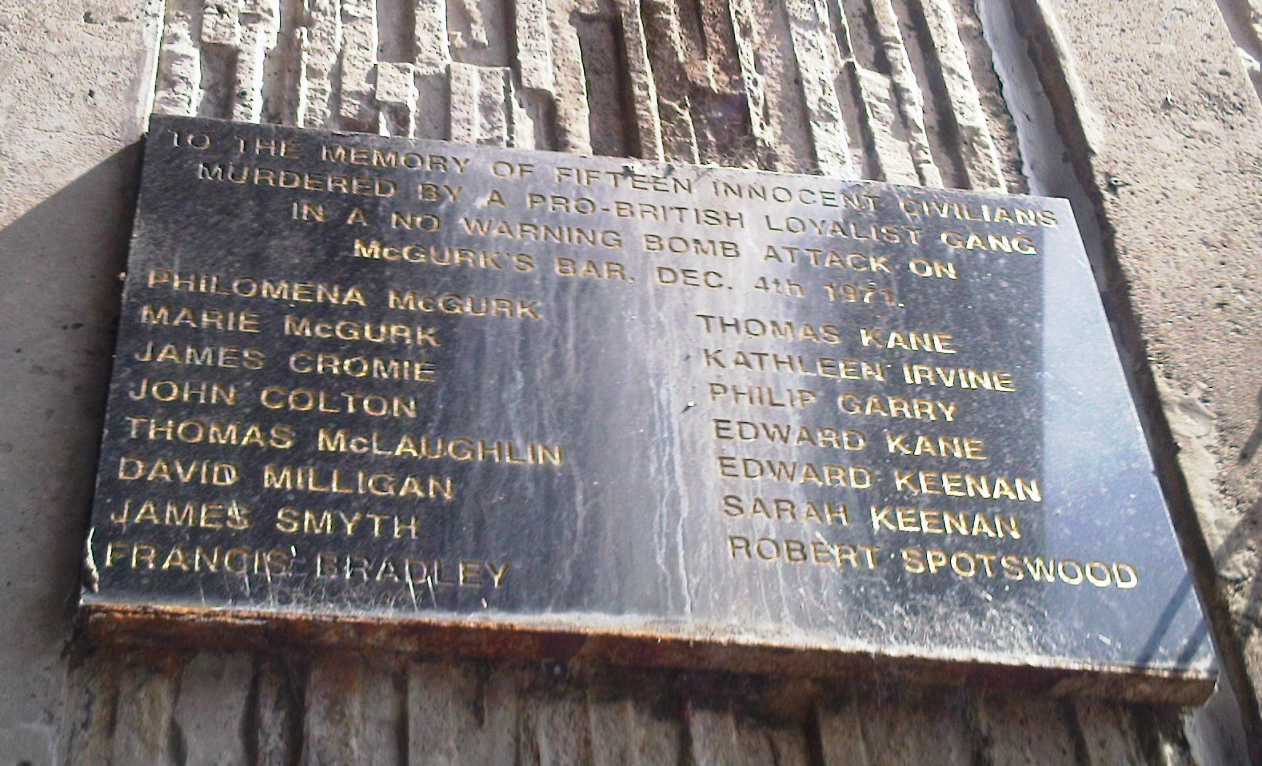
Plaquette bij de plaats van de aanslag met een lijst van omgekomenen.

Op zaterdagavond 4 december 1971 rond kwart voor negen vond een enorme ontploffing in of vlak bij McGurk's Bar plaats. Door de explosie stortte het gebouw in. Omstanders schoten toe om de doden en gewonden uit het puin te halen. Brandweerlieden, paramedici, politieagenten en soldaten waren snel ter plaatse. Vijftien burgers - onder wie twee kinderen - waren omgekomen en zeventien gewond. De reddingsoperatie nam uren in beslag. 
Onder de doden waren de echtgenote en dochter van café-eigenaar Patrick McGurk. McGurk zelf en zijn drie zoons werden zwaar gewond. Kort na de aanslag deed McGurk een oproep op televisie om geen wraak te nemen: "Het maakt niet uit wie de bom geplaatst heeft. Dit kan niet meer ongedaan worden gemaakt. Ik blijf proberen om niet bitter te zijn."
Minder dan twee uur na de explosie braken even verderop, in het niemandsland (interface area) New Lodge–Tiger's Bay, schermutselingen uit tussen loyalisten en republikeinen. Het leger en de RUC trokken het gebied binnen en er ontstond een vuurgevecht, waarbij een legerofficier dodelijk werd getroffen door een kogel van de IRA. Twee RUC-agenten en vijf burgers raakten gewond door kogels. Uiteindelijk werden vijf compagnieën het gebied ingestuurd, die bij bijna 50 huizen huiszoekingen deden.

## Onderzoek

### Zoektocht naar de daders
Na de aanslag deden in de media diverse hypotheses de ronde over de daders. De belangrijkste waren:
- dat de bom geplaatst was door loyalisten;
- dat de bom voortijdig ontploft was, terwijl leden van de IRA deze in de pub gereed aan het maken waren;
- dat de bom voortijdig ontploft was tijdens de overdracht, in casu dat een IRA-lid deze had achtergelaten zodat een ander IRA-lid de bom op kon pikken;
- dat de bom geplaatst was in verband met de vete tussen de Provisional IRA en de Official IRA.

De politie en veiligheidsdiensten suggereerden dat het om een voortijdig ontplofte IRA-bom ging (een "own goal"). Overlevenden en nabestaanden ontkenden dit en zeiden dat de pub geen banden had met de IRA en er die avond geen verdachte personen of activiteiten waren geweest. Een document van de British Military Intelligence (de inlichtingendienst van het leger) uit december 1971 meldde eveneens dat het café geen banden met de IRA had. Beide vleugels van de IRA veroordeelden op 6 december de aanslag, wezen de aansprakelijkheid af en wezen de vinger naar de UVF en de veiligheidsdiensten.

### Verantwoordelijkheid opgeëist
Dezelfde dag ontving een aantal kranten telefoontjes van iemand die beweerde woordvoerder van de "Empire Loyalists" te zijn. De verklaring die aan de Belfast Telegraph werd afgelegd was:
We [the Empire Loyalists] accept responsibility for the destruction of McGurk's pub. We placed 30lb of new explosives outside the pub because we had proved beyond doubt that meetings of IRA Provisionals and Officials were held there.

 Vertaling:
Wij [de Empire Loyalists] aanvaarden de verantwoordelijkheid voor de vernietiging van McGurk's pub. Wij hebben 30 pond (13,5 kg) aan nieuwe explosieven voor de pub geplaatst, omdat we met zekerheid hadden aangetoond dat daar vergaderingen van de Provisional en de Official IRA werden gehouden.
 Een groepering "Empire Loyalists" had slechts één keer eerder ergens de verantwoordelijkheid voor opgeëist, namelijk voor een bomaanslag op een buurthuis op 12 november, enige weken eerder. De RUC kende deze groep echter niet, wat er mogelijk op duidde dat het om een schuilnaam ging.

Op 7 december meldde een ooggetuige dat hij de avond ervoor een man zich verdacht bij telefooncel had zien gedragen. De man zou een jas met een UVF-embleem hebben aangehad. Na het vertrek van de man had de jongen in de telefooncel gekeken en een in stukken gescheurd papier gevonden. In de goede volgorde gelegd, waren de volgende zinnen te lezen:
We the Empire Loyalists wish to state that we did not destroy McGurk's public house as an act of retaliation ... Furthermore we do not require the forensic experts of the Army to cover up for us ... We shall not issue any further statements until we exterminate another rebel stronghold. 
Vertaling:
Wij de Empire Loyalists wensen te verklaren dat wij McGurk's pub niet uit wraak vernietigd hebben ...Ook hoeven de forensische experts van het leger onze betrokkenheid niet te verhullen...Wij zullen geen nieuwe verklaring meer afleggen totdat we een andere basis van de rebellen hebben weggevaagd.
De RUC had enige dagen na de aanslag een brief ontvangen, ondertekend met "stafchef, UVF", waarin beweerd werd dat de UVF de pub had aangevallen, omdat er een IRA-vergadering op het punt stond te beginnen. In de brief stond dat twee leden van de UVF het café waren binnengegaan, iets te drinken hadden besteld, en de kroegbaas gevraagd hadden op een pakje te letten, terwijl zij "even een boodschap gingen doen". Volgens getuigen waren er echter geen onbekenden in het café geweest noch waren er pakjes achtergelaten. Er waren nog drie andere anonieme brieven bij de RUC binnengekomen, waarin werd beweerd dat het om een IRA-bom ging, die ergens anders naartoe onderweg was en dat twee IRA-leden gedood waren.

### Locatie van de bom
Voor de RUC zou de plek waar de bom was neergelegd (namelijk binnen of buiten McGurk's bar) een sleutelrol gaan spelen in de zoektocht naar de schuldigen. De onderzoekers (zowel van de RUC als het leger) kwamen er echter lange tijd niet uit en bleven verschillende veronderstellingen opperen.
De dagrapporten van de officier van dienst van de RUC hadden ten doel de hoofdcommissaris en anderen op het hoofdbureau te informeren over de gebeurtenissen van die dag. Ook de opperbevelhebber van het leger in Noord-Ierland (Army's General Officer Commanding for Northern Ireland) ontving ze. In het rapport van 4–5 december 1971 stond het volgende over de bomaanslag: "Even voor de explosie kwam een man de bar binnen en liet een koffer achter, kennelijk om deze op te laten halen door een lid van de IRA. De bom was bedoeld om ergens anders gelegd te worden. Voordat de bom was opgehaald, ontplofte deze." De herkomst van deze informatie is nooit vastgesteld.
In tegenspraak daarmee was de getuigenis van een achtjarige jongen, afgelegd bij de RUC op 6 december. Hij vertelde dat een auto met vier mannen erin en met een kleine Union Jack op de achterruit, voor de deur van de pub was gestopt. Een van de mannen legde een pakje in het portiek en rende terug naar de auto, die ervandoor ging, enige ogenblikken voor het pakje ontplofte. Een man en een vrouw bevestigden zijn verhaal, al hadden ze niet zoveel gezien als de jongen.
Desondanks bleven de opsporingsdiensten vasthouden aan de "own goal"-hypothese. In een document van de British Military Intelligence met betrekking tot de periode 8-15 december stond het volgende: "Vastgesteld is dat het om een bom van de Provisional IRA gaat, bestemd voor een ander doelwit, maar voortijdig afgegaan." Een document van het Ministerie van Defensie, gedateerd 14 december, vermeldt hierover dat "dit gepubliceerd zou moeten worden". Op 23 december stuurde het leger een brief (ondertekend door een luitenant-kolonel) naar inwoners van Noord-Belfast. Daarin stond dat, zodra de IRA in de buurt vernietigd zou zijn, "we uit kunnen kijken naar (...) een tijd waarin u niet uw vrienden zult kwijtraken in een herhaling van het ongeluk van de IRA in McGurk’s bar."

## Arrestatie en veroordeling van Robert Campbell
In maart 1976 verkreeg de RUC inlichtingen die UVF-lid Robert Campbell en vier anderen in verband brachten met de bomaanslag op McGurk's. Campbell werd op 27 juli 1977 gearresteerd en de twee dagen daarop in totaal zeven keer verhoord. Hij bekende zijn aandeel in de aanslag, maar weigerde namen van medeplichtigen te noemen. De bekentenis van Campbell kwam overeen met de getuigenis van de jongen van acht.
Campbell werd vervolgens aangeklaagd voor vijftien moorden en zeventien pogingen tot moord. Op 6 september 1978 werd hij na een volledige schuldbekentenis veroordeeld tot levenslang met de aanbeveling dat hij minimaal twintig jaar gevangen zou zitten - deels voor een aparte veroordeling wegens moord op een protestantse koerier in 1976. Hij is de enige die ooit aangeklaagd is voor de bomaanslag. Hij zou uiteindelijk vijftien jaar van zijn straf uitzitten en werd op 9 september 1993 vrijgelaten.

## De bekentenis van Campbell
Op de avond van de aanslag kwamen vier UVF-leden samen in Shankill, een loyalistische wijk in Belfast. Ze kregen de opdracht om een bomaanslag te plegen op een pub op North Queen Street. Volgens Campbell werd hen verteld pas terug te keren als de klus geklaard was. Hun doelwit zou niet McGurk's, maar een ander café daar vlak bij zijn geweest. Mogelijk betrof dit 'The Gem', die banden zou hebben met de Official IRA. De 23 kilo zware bom zat verstopt in een bruin pakket en werd per auto naar het doelwit vervoerd. Campbell verklaarde dat ze rond 19:30 bij 'The Gem' arriveerden, maar daar niet binnen konden komen, omdat er beveiligers voor de ingang stonden. Na bijna een uur gewacht te hebben, reden ze door naar McGurk's. Om ongeveer kwart voor negen plaatste een van hen de bom in het portiek aan Great George's Street en haastte zich terug naar de auto. Enkele seconden nadat ze weggereden waren, explodeerde de bom. Daarna wisselden de daders van auto en kwamen aan in Shankill. Ze ontmoetten de opdrachtgever in een zogenaamde "Orange Hall" om te melden dat de klus geklaard was. Campbell zinspeelde erop dat McGurk's alleen was uitgekozen omdat het "de dichtstbijzijnde katholieke pub" was.

## Samenzweringstheorieën en onderzoek van de politieombudsman
De nabestaanden van de slachtoffers voerden actie voor een onafhankelijk onderzoek. Ze waren van mening dat het onderzoek zoals dat door de RUC werd uitgevoerd vanaf het begin zwak opgezet was. Bovendien wilden zij de bewering weerleggen dat de slachtoffers door hun eigen bom omgekomen IRA-leden waren geweest (de eigen doelpunt-hypothese). Zelfs nadat Campbell veroordeeld was, bleef de "own goal"-hypothese gehandhaafd, althans officieel. Volgens de nabestaanden was het uitdragen van deze hypothese onderdeel van een "beleid van de overheid om te vermijden de loyalistische campagne van geweld publiekelijk te erkennen." Ook werd vermoed dat de hypothese ten doel had de steun voor de IRA te ondermijnen en spanningen tussen de twee IRA-facties te vergroten.
De nabestaanden vroegen zich tevens af hoe het mogelijk was dat de aanslagplegers ondanks de verhoogde veiligheidsmaatregelen in staat waren geweest de bom te plaatsen en te ontkomen. Sommigen beweerden dat de politie de daders had geassisteerd door middel van het opheffen van wegblokkades. In het boek Killing for Britain uit 2009, geschreven door voormalig UVF-lid 'John Black', wordt beweerd dat een Britse undercover-eenheid, Military Reaction Force of Military Reconnaissance Force (MRF) geheten, de bomaanslag had beraamd en de daders had geholpen met het binnenkomen van en wegkomen uit het betrokken gebied. Het oorspronkelijke doelwit van de daders, The Gem, zou banden met de Official IRA hebben gehad. De MRF zou opdracht hebben gegeven de bom in The Gem te plaatsen met de bedoeling daar de Provisional IRA de schuld van te geven en de vete tussen de twee IRA-facties op te stoken. Hierdoor zou de aandacht van de beide IRA's afgeleid worden van de Britse vijand en hun steun van de bevolking afkalven. Omdat The Gem echter buiten beveiliging had, werd de dichtstbijzijnde 'katholieke pub' uitgekozen.
Op 21 februari 2011 bracht de politie-ombudsman voor Noord-Ierland, Al Hutchinson, een rapport uit over de bomaanslag en het daaropvolgende onderzoek van de RUC. Volgens dit rapport is er geen bewijs dat de RUC de daders geholpen zou hebben. De ombudsman concludeerde echter wel dat het onderzoek van de RUC van de premisse was uitgegaan dat de IRA verantwoordelijk was geweest en geen aandacht had geschonken aan de mogelijkheid van loyalistische betrokkenheid. Dit vooroordeel had het onderzoek gehinderd. Het rapport concludeerde ook dat de RUC "selectieve" en "misleidende" communiqués aan overheden en pers uit had gebracht, waardoor de gedachte dat het om een IRA-bom ging verder werd verbreid. De ombudsman heeft geen verklaring gevonden voor het feit dat achtereenvolgende hoofdcommissarissen deze fout nooit hebben verholpen. "Inconsistente politie-mededelingen, waaruit af te leiden viel dat slachtoffers van de aanslag schuld zou treffen, hebben jarenlang veel leed veroorzaakt bij de nabestaanden", aldus de ombudsman.

## Herdenking

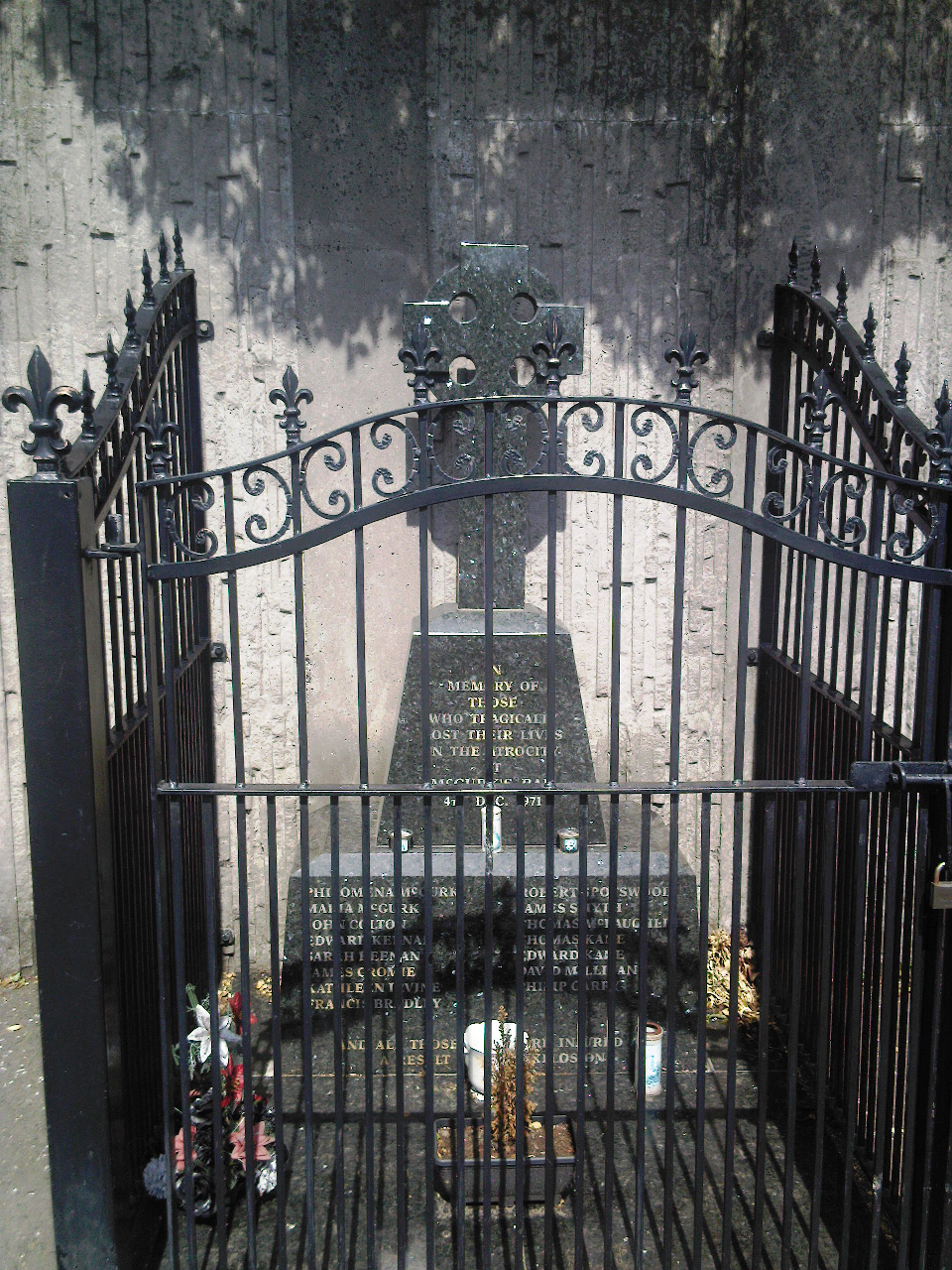
Gedenkteken ter nagedachtenis aan de slachtoffers

Om de dertig jaar eerder gepleegde aanslag te gedenken werd in 2011 een monument onthuld op de plaats van McGurk's bar. Nabestaanden riepen op tot een onderzoek naar de beschuldigingen dat het Britse leger de daders geholpen zou hebben. 
Patrick McGurk overleed op 15 december 2007, na de verantwoordelijken vergeven en voor de daders gebeden te hebben.